# Plectopsis palpalis
Plectopsis palpalis är en tvåvingeart som beskrevs av Townsend 1927. Plectopsis palpalis ingår i släktet Plectopsis och familjen parasitflugor. Inga underarter finns listade i Catalogue of Life.